# Cerro Sinejavi
Cerro Sinejavi är ett berg i Bolivia.   Det ligger i departementet La Paz, i den västra delen av landet, 500 km väster om huvudstaden Sucre. Toppen på Cerro Sinejavi är 5 024 meter över havet, eller 27 meter över den omgivande terrängen. Bredden vid basen är 0,46 km. Cerro Sinejavi ingår i Cerros de Huaricunca.
Terrängen runt Cerro Sinejavi är huvudsakligen kuperad. Runt Cerro Sinejavi är det mycket glesbefolkat, med 4 invånare per kvadratkilometer.. 
Omgivningarna runt Cerro Sinejavi är i huvudsak ett öppet busklandskap.